# Ingoldingen
Ingoldingen è un comune tedesco di 3 162 abitanti situato nel land del Baden-Württemberg.